# Полиция Израиля

Логотип дорожной полиции Израиля

Номерной знак полицейских автомобилей Израиля

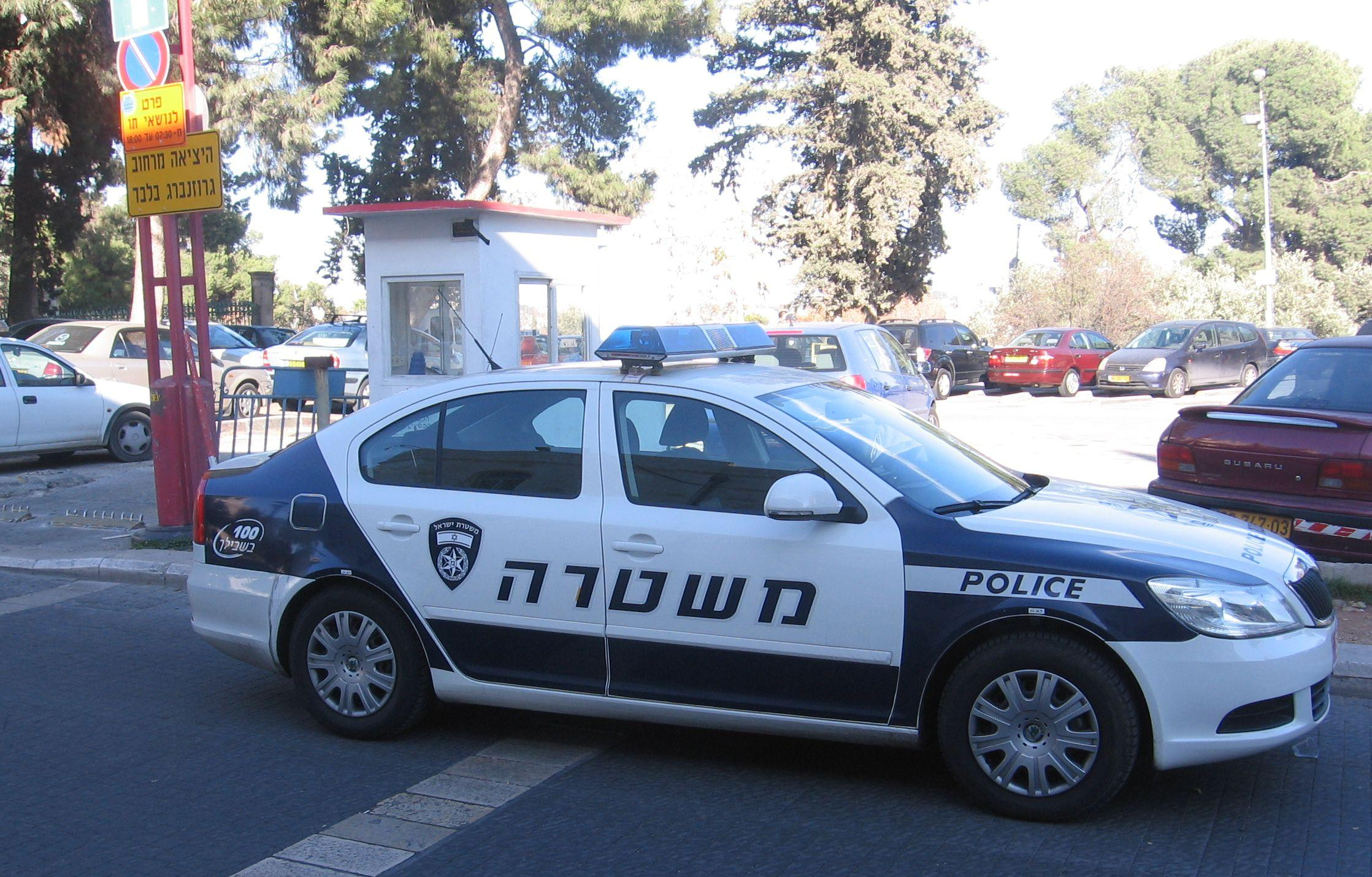
Патрульная полицейская машина, Škoda Octavia II 2009

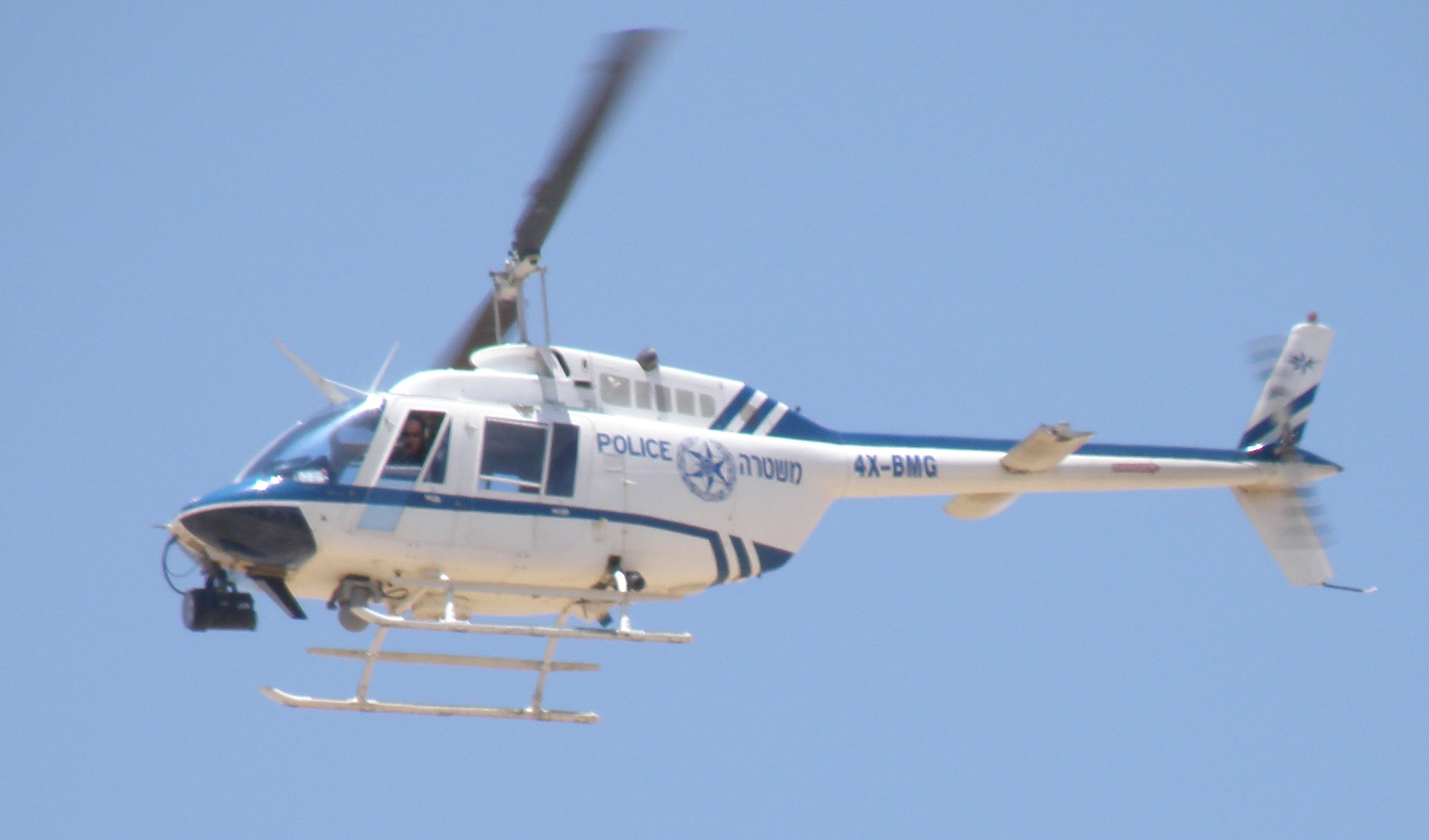
Вертолёт полиции, Bell 206

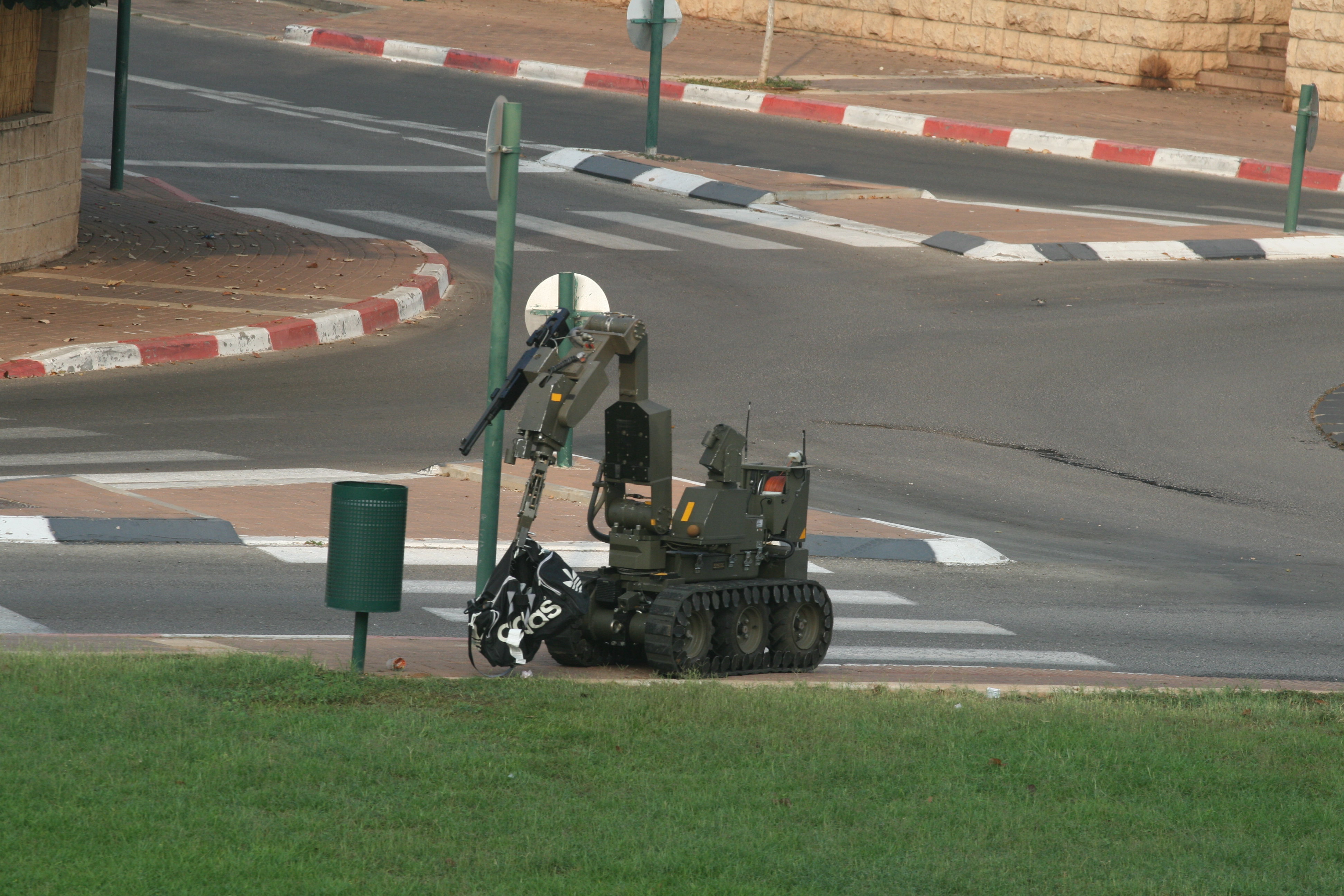
Саперный робот полиции Израиля проверяет подозрительный предмет

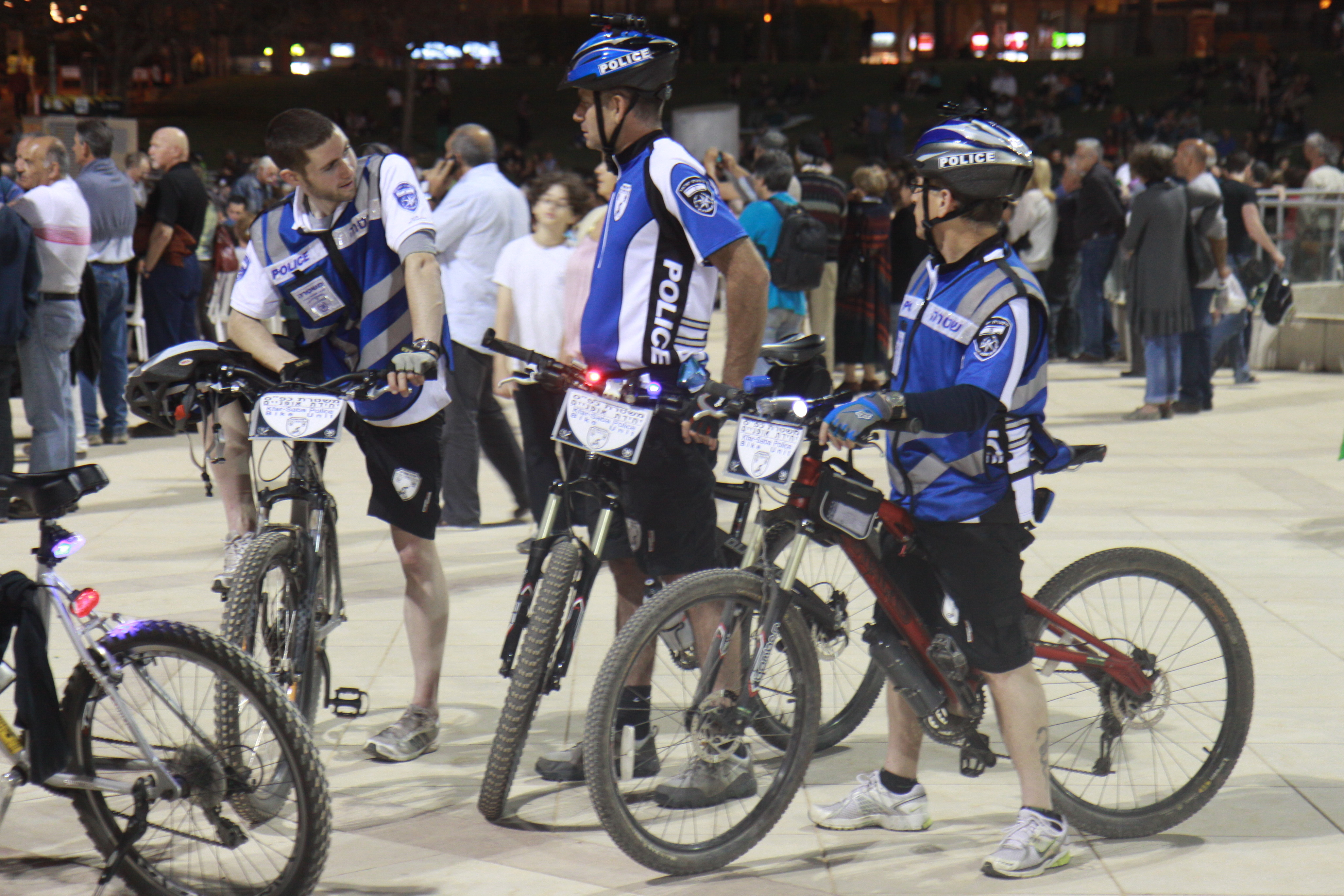
Полицейское подразделение на велосипедах

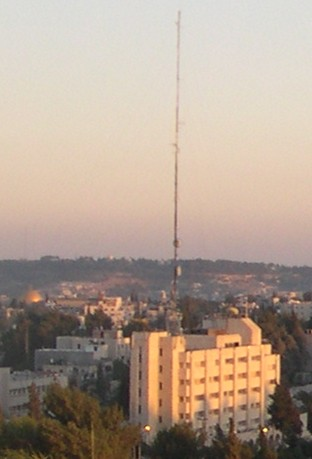
Штаб-квартира Национальной полиции Израиля

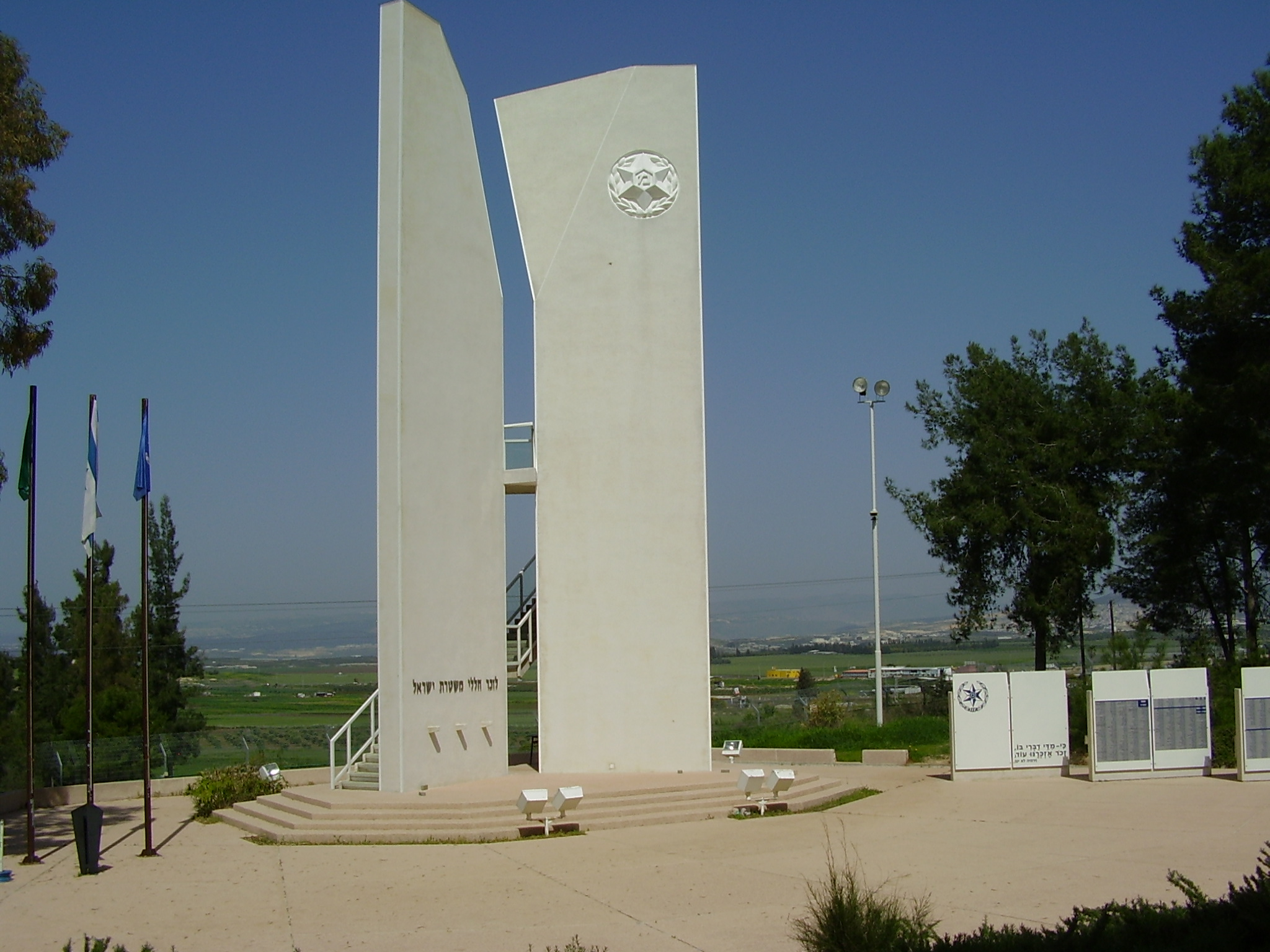
Мемориал в честь памяти погибших полицейских

Поли́ция Изра́иля (ивр. משטרת ישראל‎, Миштэрэт Исраэль, англ. Israel Police) — система государственных служб и органов в Израиле. Находится в ведении Министерства национальной безопасности.
Израильская полиция призвана осуществлять надзор за соблюдением закона в духе основных ценностей Государства Израиль, выраженных в Декларации независимости, и обеспечивать личную безопасность и высокое качество жизни населения страны. Как и у большинства других полицейских структур в мире, в её обязанности входит борьба с преступностью, регулирование движения на дорогах, управление и обеспечение общественной безопасности.
В случае чрезвычайного происшествия житель Израиля может вызвать полицию, набрав «100» с любого телефона. Национальная Штаб-квартира Полиции Израиля находится в Иерусалиме.
Исполняющим обязанности Генерального инспектора полиции является комиссар Моти Коэн, назначенный на эту должность 2 декабря 2018 года.

## История
Полиция Израиля была создана в 1948 году, с основанием Государства Израиль. Подготовка началась за полгода до этого, и 15 мая 1948 министр полиции Шалом Шитрит назначил Йехезкеля Саара первым генеральным инспектором полиции.
Полиция переняла многие методы работы и организацию полиции британского мандата в областях управления, подготовки кадров, расследований, экспертизы и других.
В 1960 году был открыт отдел оперативников-женщин, и в том году прошёл первый курс подготовки женщин-полицейских.
В 1949 году в израильской армии по модели жандармерии были созданы «приграничные части» (хейль а-сфар, חיל הספר), с целью борьбы с диверсантами и охраны границ. В 1953 они были подчинены полиции, реорганизованы и получили название Пограничных войск (Магав) (см. ниже).
В 1974 году, вследствие усиления палестинского террора и трагедии в Маалот полиция стала готовиться и к выполнению функции борьбы с террором. Созданное для этой цели подразделение ЯМАМ было подчинено Пограничным войскам. По той же причине была основана организация добровольных помощников полиции,
Мишмар Эзрахи. В конце 1980-х, когда угроза террора уменьшилась, полиция взяла Мишмар Эзрахи под свою опеку и превратила в орган, помогающий полиции в выполнении своих повседневных функций.
В 90-е годы бюджет полиции был значительно сокращён, вследствие чего по сегодняшний день она страдает от нехватки людей и оборудования.
В октябре 2000 года полиция участвовала в разгоне демонстраций и массовых беспорядков, устроенных израильскими арабами с началом Интифады эль-Акса. В результате погибло 13 арабских демонстрантов и один еврей. По этой причине правительство назначило «Комиссию Ора» для расследования обстоятельств.
Во время второй интифады полицейские были последним барьером на пути террористов-смертников и предотвратили немало терактов, успев схватить террориста в последний момент, уже на территории Израиля. За свою деятельность в тот период полиция заслужила множество похвал.
В 2004—2005 годах усилилась критика в адрес полиции и обвинения в неспособности справиться с организованной преступностью, активизировавшейся в этот период (бандитские «разборки» с использованием стрелкового оружия, взрывчатки и противотанковых ракет привели к гибели нескольких невинных граждан).

## Задачи
- Безопасность
  - Борьба с терроризмом.
  - Охрана общественной безопасности.
  - Охрана общественного порядка.
  - Охрана публичных событий, съездов и праздников.
  - Работа с подозрительными объектами и взрывчатыми веществами.
  - Охрана школ.
  - Защита прав граждан.
- Обеспечение правопорядка.
- Борьба с преступностью.
  - Предотвращение преступности.
  - Розыск.
  - Операции против распространения наркотиков.
  - Расследования.
- Управление движением транспорта
- Полиция и общество
  - Работа с добровольными дружинами («Мишмар Эзрахи» или сокращённо «Машаз»).
  - Работа с жалобами населения.
  - Работа по предотвращению насилия и преступности в среде подростков.
  - Обучение населения и участие в образовательных кампаниях.
  - Сотрудничество с другими службами экстренного реагирования — координация действий с пожарной охраной, скорой медицинской помощью и другими службами для обеспечения комплексного подхода к безопасности граждан.

## Организация
Полиция Израиля — это профессиональная служба, насчитывающая более 30 000 полицейских. Также есть до 70 000 дружинников («Мишмар Эзрахи»), добровольно помогающих полиции в работе с обществом.
Полиция делится на основные подразделения:

### Главные управления
- Международные отношения
- Отдел законности
- Иммиграционный контроль
- Аудит и бухучет
- Экономические преступления
- Жалобы населения
- Дисциплинарный суд
- Управление службами
- Безопасность
- Апелляционный суд
- Контроль
- Представительства

### Подразделения
- Управление персоналом
- Расследования и разведка

Подразделение Расследования и разведка состоит из четырёх отделов:
1. Отдел Расследований.
2. Отдел Разведки и анализа информации.
3. Криминалистический отдел.
4. Отдел полицейских обвинителей.

Криминалистический отдел состоит из двух подотделов:
Криминалистические лаборатории.
Техническая поддержка выездных лабораторий.
- Служба логистики
- Организация и планирование
- Дорожное движение
- Патрулирование и безопасность
- Общество и дружина (см. ниже)

### Региональные округа
- Центральный округ
- Северный округ
- Южный округ
- Округ Иудея и Самария
- Округ Тель-Авив
- Округ Иерусалим

### Пограничная стража
Особое положение в структуре израильской полиции занимают пограничные войска, называемые также пограничной полицией (ивр. משמר הגבול‎, Mishmar HaGvul, дословно переводится как «пограничная стража») — МАГАВ. Они построены по системе «жандармерии», то есть сотрудники Магав имеют полномочия полицейских, но в случае применения силы действуют как военная организация. Срочная служба в войсках МАГАВ составляет 3 года и приравнивается к службе в Армии обороны Израиля.
Пограничные войска имеют статус полицейского округа.

### Подразделение по борьбе с тяжелой преступностью
Специальное полицейское подразделение (ивр. יחידת להב 433‎ Ехидат Лахав Арба Шалош Шалош, англ. Lahav 433, слово «лахав» дословно означает острие, лезвие или клинок), созданное в 2008 году по образу ФБР в США, занимающееся расследованием случаев коррупции, особо тяжких преступлений и преступлений национального масштаба. В 2013 и 2014 годах подразделение вело ряд громких дел, включая коррупционные дела бывшего премьер-министра Эхуда Ольмерта, бывшего министра туризма Стаса Мисежникова и бывшего главного раввина Израиля Йоны Мецгера.

## Звания в Полиции Израиля
| Звание                                  | Сокращённое название | Погоны | Формальное соответствие армейскому званию | Название по-английски            |
| --------------------------------------- | -------------------- | ------ | --- | -------------------------------- |
| Шоте́р (ивр. שוטר‎)                       |                      |        | Турай (рядовой) | Constable                        |
| Рав-шоте́р (ивр. רב-שוטר‎)                | Рашат (ивр. רש"ט‎)    |        | Рав Турай (младший сержант) | Corporal                         |
| Сама́ль шени́ (ивр. סמל שני‎)              | Самаш (ивр. סמ"ש‎)    |        | Самаль (сержант) | Sergeant                         |
| Сама́ль ришо́н (ивр. סמל ראשון‎)           | Сама́р ивр. סמ"ר‎)     |        | Самаль ришон (старший сержант) | Staff Sergeant                   |
| Рав-сама́ль (ивр. רב-סמל‎)                | Раса́ль (ивр. רס"ל‎)   |        | Рав-самаль (старшина) | Sergeant Major                   |
| Рав-сама́ль ришо́н (ивр. רב-סמל ראשון‎)    | Раса́р (ивр. רס"ר‎)    |        | Рав-самаль ришон (прапорщик) | Staff Sergeant Major             |
| Рав-сама́ль миткаде́м (ивр. רב-סמל מתקדם‎) | Раса́м ивр. רס"ם‎)     |        | Рав-самаль миткадем | Advanced Staff Sergeant Major    |
| Рав-сама́ль бахи́р (ивр. רב-סמל בכיר‎)     | Раса́б (ивр. רס"ב‎)    |        | Рав-самаль бахир | Senior Staff Sergeant Major      |
| Рав-нага́д (ивр. רב-נגד‎)                 | Рана́г (ивр. רנ"ג‎)    |        | Рав-нагад | Senior Non-Commissioned Officer  |
| Мефаке́ах мишне́ (ивр. מפקח משנה‎)         | Ма́маш (ивр. ממ"ש‎)    |        | Сеген мишне (лейтенант) | Sub-Inspector                    |
| Мефаке́ах (ивр. מפקח‎)                    |                      |        | Сеген (старший лейтенант) | Inspector                        |
| Пака́д (ивр. פקד‎)                        |                      |        | Серен (капитан) | Chief Inspector                  |
| Рав-пака́д (ивр. רב-פקד‎)                 | Рапа́к (ивр. רפ"ק‎)    |        | Рав-серен (майор) | Superintendent                   |
| Сган ница́в (ивр. סגן ניצב‎               | Сана́ц (ивр. סנ"ץ‎)    |        | Сган алуф (подполковник) | Chief Superintendent             |
| Ница́в мишне́ (ивр. ניצב משנה‎)            | Наца́м (ивр. נצ"ם‎)    |        | Алуф мишне (полковник) | Commander                        |
| Тат-ница́в (ивр. תת-ניצב‎)                | Тана́ц (ивр. תנ"ץ‎)    |        | Тат-алуф (бригадный генерал в британском эквиваленте и генерал-майор в русском эквиваленте)                                                      | Brigadier General                |
| Ница́в (ивр. ניצב‎)                       |                      |        | Алуф (генерал-майор в британском эквиваленте, генерал-лейтенант в русском эквиваленте и комиссар в американском эквиваленте)                     | Major General                    |
| Рав-ница́в (ивр. רב-ניצב‎)                | Рана́ц (ивр. רנ"ץ‎)    |        | Рав-алуф (генерал-лейтенант в британском эквиваленте, генерал полковник в русском эквиваленте и генеральный комиссар в американском эквиваленте) | Inspector General (Commissioner) |

## Особые подразделения
ЯМАС — Особое подразделение погранвойск (מג"ב). Антитеррористическое подразделение.
САМАГ — Особое подразделение погранвойск (מג"ב).
Матилан — Особое подразделение погранвойск (מג"ב). Занимается охраной границ, контрабанда и нелегальный ввоз — вывоз товаров и нелегальный въезд — выезд людей,

## Вооружение

### Пистолеты
- Jericho 941 («Baby Eagle»).
- Беретта 71
- Браунинг Hi-Power
- Глок 17/19

### Длинноствольное оружие
- Карабин М1 (в том числе и штатное оружие дружинников)
- Карабин М1А1 (постепенно сменяет устаревший М1)
- Микро-Галиль (МАГАЛЬ)
- Галиль
- Винтовка М16
- Винтовка CAR-15 (Colt Commando)
- Карабин М4
- Штурмовая винтовка АРАД[ивр.]
- Remington 700
- Mauser SP66
- Mauser 86 SR
- Mauser 98k
- Винтовка М14
- Галиль — снайперский вариант

### Другое
- Полицейская дубинка
- Гранаты со слезоточивым газом
- Ракетные заряды со слезоточивым газом
- Резиновые пули
- Водяные пушки

## Генеральные инспекторы полиции Израиля
| Генеральный инспектор | Начало срока | Конец срока    |
| --------------------- | ------------ | -------------- |
| Йехезкель Сахар       | 1948         | 1958           |
| Йосеф Нахмиас         | 1958         | 1964           |
| Пинхас Копель         | 1964         | 1972           |
| Аарон Села            | 1972         |                |
| Шауль Розолио         | 1972         | 1976           |
| Хаим Тавори           | 1976         | 1979           |
| Герцль Шафир          | 1980         |                |
| Арье Ивцан            | 1981         | 1985           |
| Давид Краус           | 1985         | 1990           |
| Яаков Тернер          | 1990         | 1993           |
| Рафи Пелед            | 1993         | 1994           |
| Асаф Хефец            | 1994         | 1997           |
| Йехуда Вильк          | 1998         | 2000           |
| Шломо Ахаронишки      | 2001         | 2004           |
| Моше Каради           | 2004         | 2007           |
| Дуди Коэн             | 2007         | 2011           |
| Йоханан Данино        | 2011         | 2015           |
| Бенци Сао (и. о.)     | 2 июля       | 3 декабря 2015 |
| Рони Альшейх          | 2015         | 2018           |
| Моти Коэн (и. о.)     | 2018         | 2020           |
| Коби Шабтай           | с 2021       |                |

## Ведомственные награды
В настоящее время законом «О наградах для Полиции Израиля и Службы тюрем» от 1972 года установлены следующие медали для сотрудников правоохранительных органов:
|  | Медаль «За героизм»              |
|  | Медаль «За отвагу»               |
|  | Медаль «За отличие»              |
|  | Медаль «За службу»               |
|  | Медаль «За добровольное участие» |